# Keni
Keni ókori egyiptomi hivatalnok volt a XIX. dinasztia idején; a magtárak felügyelője II. Ramszesz uralkodása alatt. Családja Aszjútból származott.
Egy Deir Durunkában talált kettős szobor (ma a Metropolitan Művészeti Múzeumban, MMA 17.2.5) felirata szerint Keni apja Sziésze magtárfelügyelő volt; fia ifjabb Sziésze volt, aki követte hivatalában. Feleségét Wiainak hívták.
Kenit említi egy Abüdoszban talált sztélé, amely II. Ramszesz 42. évében készült, és ma a kairói Egyiptomi Múzeumban található (CGC 34505). A sztélét Ozirisz főpapjának, Wenennofernek, I. Paréhotep vezírnek és Minmosze Anhur-főpapnak állították, akiket a sztélé testvéreknek nevez (Minmosze valójában a sógora volt a másik kettőnek). A sztélén a király áldozatot mutat be Ozirisznek, Ízisznek és Hórusznak. A szöveg említi, hogy Wenennofer felesége Keni lánya, Tiji, más néven Nofertari volt.

## Fordítás
- Ez a szócikk részben vagy egészben  a   Qeni című angol Wikipédia-szócikk ezen változatának fordításán alapul.  Az eredeti cikk szerkesztőit annak laptörténete sorolja fel. Ez a jelzés csupán a megfogalmazás eredetét és a szerzői jogokat jelzi, nem szolgál a cikkben szereplő információk forrásmegjelöléseként.